# Sunset Strip
Pour les articles homonymes, voir Strip (homonymie).
Le Sunset Strip est le nom donné à une section du « Sunset Boulevard » qui traverse le quartier de West Hollywood à Los Angeles en Californie.

## Présentation
Le Sunset Strip forme, sur près de 2,5 km, la partie la plus animée du Sunset Boulevard. On y trouve notamment des hôtels de luxe, ainsi que de nombreux clubs et restaurants.
L'histoire du Sunset Strip est particulièrement riche. À l'origine, dans les années 1920, il n'était qu'une simple piste de terre qu'empruntaient les vedettes de cinéma pour effectuer le trajet entre leurs villas et les studios qui ne cessaient alors de se développer.
Ce n'est que dans les années 1930 que le Sunset Strip fut pavé, période qui marqua également l'installation de débits de boisson et salles de jeu illégaux : c'était alors le moment de la Prohibition aux États-Unis.
C'est surtout à partir de la fin des années 1970 que le Strip va connaitre sa période dorée. Avec l'avènement du glam metal, des groupes légendaires y jouent (dont beaucoup pour leur premier concert), comme Mötley Crüe, Guns N' Roses, Poison, W.A.S.P, Twisted Sister, Bon Jovi, L.A Guns, Cinderella et bien d'autres.
Aujourd'hui encore, c'est sur Sunset Strip qu'il faut aller pour être au cœur de la vie nocturne de Los Angeles.

## Fictions

### Cinéma
- Sunset Strip, film américain réalisé par William Webb en 1985.
- Sunset Strip, film américain réalisé par Paul G. Volk en 1993.
- Sunset Strip (en), film américain réalisé par Adam Collis en 2000.

### Télévision
- 77 Sunset Strip, série télévisée policière américaine diffusée de 1958 à 1964.

## Photographie
- Every Building on Sunset Strip, par Ed Ruscha en 1964.

## Sites d'intérêt
- Rainbow Bar & Grill
- London Fog
- The Roxy
- Viper Room
- Whisky A Go-Go
- Tiffany